# Papageien-Inkalilie
Die Papageien-Inkalilie (Alstroemeria psittacina Lehm., Syn.: Alstroemeria pulchella L. f.) ist eine Pflanzenart aus der Gattung der Inkalilien (Alstroemeria) in der Familie der Inkaliliengewächse (Alstroemeriaceae).

## Merkmale
Die Papageien-Inkalilie ist eine ausdauernde krautige Pflanze, die Wuchshöhen von 50 bis 100 Zentimeter erreicht. Sie bildet ein Rhizom und Knollenwurzeln aus. Die wechselständig und spiralig am Stängel angeordneten Laubblätter sind gestielt. Der 9 bis 60 mm lange Blattstiel ist gedreht, so dass die eigentliche Blattunterseite nach oben weist Die einfache, elliptische bis lanzettliche, kahle, stumpfe Blattspreite weist eine Länge von 2,7 bis 10 Zentimeter und eine Breite von 0,4 bis 3,5 Zentimeter auf. 
Der doldige oder zymöse Blütenstand enthält nur eine bis wenige Blüten und wenige laubblattähnliche Hochblätter. Der Blütenstiel ist 12 bis 23 mm lang. Die dreizähligen Blüten sind mehr oder weniger stark zygomorph. Die zwei mal drei freien Blütenhüllblätter sind tiefrot gefärbt, rotbraun gefleckt und haben eine grüne Spitze. Die äußeren Blütenhüllblätter messen 2,7 bis 4,6 × 0,6 bis 1,2 Zentimeter und die inneren messen 3 bis 4,4 × 0,2 bis 0,8 Zentimeter. Es sind zwei Kreise mit je drei freien, fertilen Staubblättern vorhanden. Drei Fruchtblätter sind zu einem unterständigen Fruchtknoten verwachsen mit vielen Samenanlagen. Der Griffel endet in drei Narbenästen. Die Blütezeit reicht von Juni bis August.
Die eiförmige bis kugelige, aufplatzende Kapselfrucht besitzt markante Rippen und weist einen Durchmesser von bis zu 15 mm auf.
Die Chromosomenzahl beträgt 2n = 16.

## Vorkommen
Die Papageien-Inkalilie kommt ursprünglich in Südost-Brasilien, Nordost-Paraguay und Nordost-Argentinien auf feuchten Wiesen meist im Schatten von Bäumen vor. In weiten Teilen Südamerikas und im Südosten der USA wurde sie eingebürgert.

## Nutzung
Die Papageien-Inkalilie wird selten als Zierpflanze in Rabatten und Staudenbeeten sowie als Schnittblume genutzt. Sie ist seit spätestens 1822 in Kultur.